# Waylander (novela)
Waylander es una novela de fantasía épica, con influencias del western e incluso de la novela negra, escrita por David Gemmell. Es la primera de la trilogía de Waylander cuyos siguientes títulos son Waylander II: Los dominios del lobo y Waylander III: Héroe en la sombra. El libro fue publicado en España por la editorial Gigamesh en 2003, ISBN 84-932250-5-3.

## Resumen
Tras el asesinato del rey, Drenay es devastada por el implacable Imperio Vagriano y los últimos reductos de su ejército resisten al borde de la aniquilación. Solo si se encontrara la mítica Armadura de Bronce existiría alguna esperanza de victoria, pero la búsqueda es encomendada al hombre que acabó con la vida del rey y que propició el inicio de la guerra: Waylander el Destructor. En su misión Waylander se alía con un joven sacerdote, un colega asesino y una joven madre. Gradualmente, Waylander se redime de sus crímenes e intenta salvar el reino. Pero no será nada fácil ya que al pillaje del ejército invasor se le unen peligros mayores, como la magia negra de los guardias de élite vagrianos y el acoso insistente de unos hombres lobo enviados por los chamanes de una tribu nómada.

## Personajes
Waylander/Dakeyras: protagonista principal de la trama, antiguo soldado cuya familia fue asesinada y que se convirtió en asesino para vengarla, pero luego se vendió al mejor postor. Su arma es una doble ballesta que maneja con maestría.
Dardalion: joven sacerdote del culto a La Fuente. Waylander le salva de la tortura y decide unirse a su búsqueda. Como digno representante de su religión, evita toda forma de violencia, pero su relación con el mercenario le cambiara y aprenderá que a veces hay que luchar para evitar que el mal triunfe. 
Danyal: una chica que se cruza en el camino de Waylander y Dardalion. Es dura y dispuesta a todo con tal de sobrevivir, al principio odia a Waylander pero a medida que le conozca se enamorará de él.
Miriel y Krylla: dos niñas con poderes místicos que han quedado al cuidado de Danyal, tendrán más protagonismo en el segundo libro, ya adultas.
Orien: anciano, antiguo rey de Drenai que abdicó en su hijo Niallad. Fue el primero en llevar la Armadura de Bronce, de la cual se dice que quien la porta jamás pierde una batalla. Es quien, irónicamente, encarga a Waylander la misión de recuperar la armadura de la cueva del monte Raboas.
Niallad: rey de Drenai, hijo de Orien, asesinado por Waylander.
Egel: carismático général de Drenai que dirige la resistencia contra la invasión vagriana. A él le está destinada la Armadura de Bronce.
Gellan: oficial del ejército de Drenai y antiguo amigo de Waylander/Dakeyras, es un buen hombre y un gran espadachín pero le falta convicción para liderar a sus hombres en el combate.